# Frauke Petry
Frauke Petry, rođ. Marquardt (Dresden, 1. lipnja 1975.), njemačka je političarka i bivša predsjednica stranke Alternativa za Njemačku (AfD). Između 2013. i 2015. bila je jedan od tri glasnogovornika stranke a od 2014. je izabrana u saski parlament. Poslije borbe za vlast Petry, koja po osobnim stajalištima pripada nacional-konzervativcima, je izabrana za predsjednika stranke AfD u srpnju 2015. Dana 29. rujna 2017. istupila je iz stranke AfD.

Petry je 2004. doktorirala kemiju na sveučilištu Georg-August-Universität u Göttingenu. Poslije toga je bila znanstveni suradnik na Institutu für Pharmakologie und Toxikologie a kao post doktor na Institutu für Humangenetik. Tijekom ovog perioda objavljivala je stručne radove između ostalih u časopisima Biochemical and Biophysical Research Communications, Biochemical Journal, Cancer Research i Chemistry – A European Journal.
Članica je Kraljevskog društva za kemiju (Royal Society of Chemistry, (RSC)).
Potkraj rujna 2017. bila je jedna od suosnivača nove partije, zvana Blaue Partei (plava partija).

## Politička stajališta

### Migracijska politika, pravo azila, borba protiv kriminala i EU
U intervjuu za Thüringische Landeszeitung, Petry je zatjevala manje kontrole od EU, i žalila se da je Europska unija postala nedemokratska. Također je zastupala mišljenje da pravo azila treba vrijediti za one koji su "uistinu politički progonjeni" dok za većinu – "dobrostojećih izbjeglica" – potrebni su jasni zakoni i pravila i "prilagođavanje našim potrebama". U tom kontekstu Petry želi da njemački nezaposleni imaju prvenstvo pri traženju posla.

## Publikacije
- Paultheo von Zezschwitz, Frauke Petry, Armin de Meijere: A One-Pot Sequence of Stille and Heck Couplings: Synthesis of Various 1,3,5-Hexatrienes and Their Subsequent 6π-Electrocyclizations. In: Chemistry – A European Journal, 2001, Vol. 7, Nr. 18, S. 4035–4046, PMID 11596946.
- Frauke Petry, André Kotthaus, Karen I. Hirsch-Ernst: Cloning of human and rat ABCA5/Abca5 and detection of a human splice variant. In: Biochemical and Biophysical Research Communications, 2003, Vol. 300, Nr. 2, S. 343–350.
- Frauke Petry, Vera Ritz, Cornelia Meineke, Peter Middel, Thomas Kietzmann, Christoph Schmitz-Salue, Karen I. Hirsch-Ernst: Subcellular localization of rat Abca5, a rat ATP-binding-cassette transporter expressed in Leydig cells, and characterization of its splice variant apparently encoding a half-transporter. In: Biochemical Journal, 2006 Vol. 393, Nr. 1, S. 79–87.
- Ines Ecke, Frauke Petry, Albert Rosenberger, Svantje Tauber, Sven Mönkemeyer, Ina Hess, Christian Dullin, Sarah Kimmina, Judith Pirngruber, Steven A. Johnsen, Anja Uhmann, Frauke Nitzki, Leszek Wojnowski, Walter Schulz-Schaeffer, Olaf Witt et al.: Antitumor effects of a combined 5-aza-2'deoxycytidine and valproic acid treatment on rhabdomyosarcoma and medulloblastoma in Ptch mutant mice. In: Cancer Research, 2009, Vol. 69, Nr. 3, S. 887–895, DOI:10.1158/0008-5472.CAN-08-0946 , PMID 19155313.

## Vanjske poveznice
- Službena stranica